# Beuzeville-la-Guérard
Beuzeville-la-Guérard – miejscowość i gmina we Francji, w regionie Normandia, w departamencie Sekwana Nadmorska.
Według danych na rok 1990 gminę zamieszkiwało 147 osób, a gęstość zaludnienia wynosiła 23 osoby/km² (wśród 1421 gmin Górnej Normandii Beuzeville-la-Guérard plasuje się na 752. miejscu pod względem liczby ludności, natomiast pod względem powierzchni na miejscu 579.).